# Arkalokhori
Arkalokhori (en grec, Αρκαλοχώρι) és una localitat i unitat municipal de Grècia situada a l'illa de Creta. Pertany a la unitat perifèrica d'Iràklio, i al municipi de Minoa Pediada. L'any 2011 la unitat municipal tenia 10.476 habitants i la localitat 4.313.

## Cova d'Arkalokhori

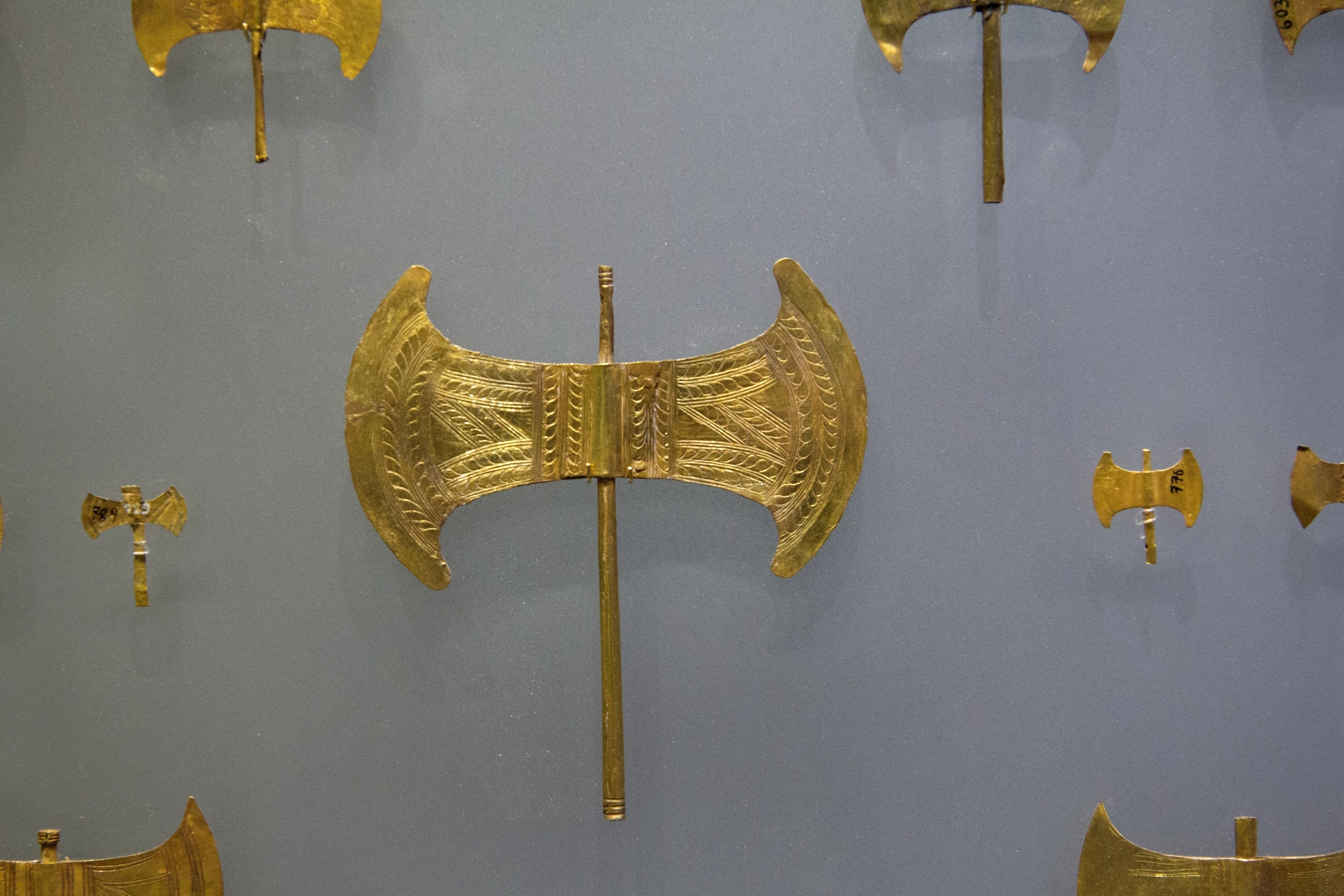
Algunes de les dobles destrals d'or trobades a la cova d'Arkalochori, Museu Arqueològic de Càndia

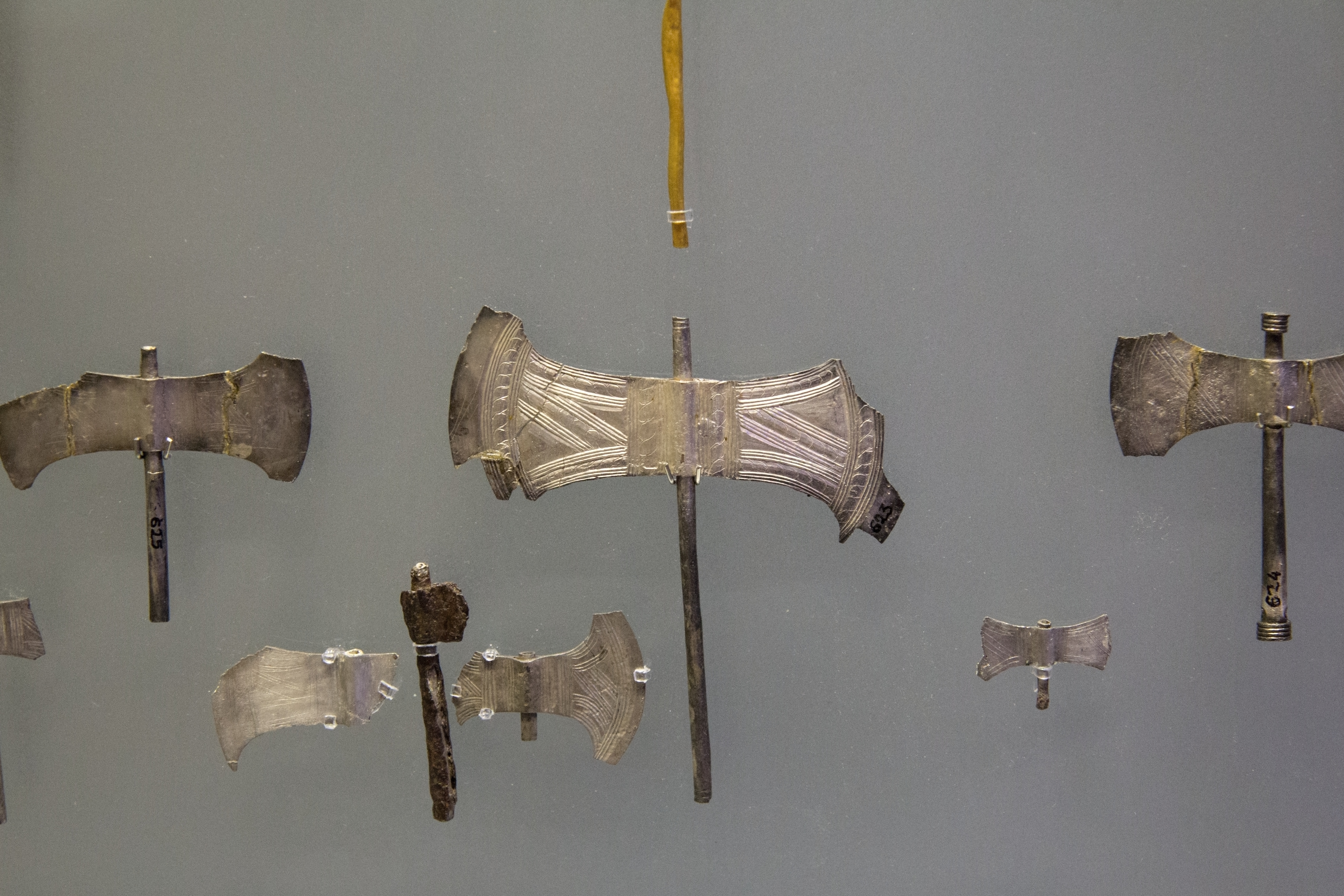
Algunes de les dobles destrals d'argent trobades a la cova d'Arkalochori, Museu Arqueològic de Càndia

Al territori d'Arkalokhori, a 4 km de les restes del palau de Galatàs, hi ha una cova on s'han trobat importants restes minoics. Té uns 30 m de llarg i es va esfondrar parcialment, potser a causa d'un terratrèmol, a la fi del període minoic tardà I, la qual cosa ha permès que algunes troballes s'hagen conservat fins que les excavacions les han tretes a la llum.
Una primera recerca de la cova la feu Iosif Hatzidakis; les principals excavacions, però, que la descobriren de manera completa les dirigí Spirídon Marinatos al 1934.
Entre les troballes destaca una gran quantitat d'objectes d'or, argent i bronze, com ganivets, espases i dobles destrals. Tres d'aquestes dobles destrals contenen inscripcions: dues en presenten signes en lineal A, hi figura una paraula la transcripció fonètica de la qual és I-Da-Ma-Te. Una altra presenta una sèrie de caràcters que s'han relacionat amb els del disc de Festos.
Per les troballes del lloc, es creu que aquesta cova era un lloc de culte d'una divinitat guerrera. També s'ha suggerit que la cova podria identificar-se amb el mític laberint de Creta, per l'associació del nom de «laberint» (en grec, λαβύρινθος) amb «labrys» (en grec, λάβρυς), nom usat per denominar les destrals de doble tall.